# Valea Răchitei, Caraș-Severin
Valea Răchitei este un sat în comuna Șopotu Nou din județul Caraș-Severin, Banat, România.